# Paradox Interactive
La Paradox Interactive (in passato una sezione della Paradox Entertainment) è una compagnia svedese con sede a Stoccolma conosciuta per la produzione e la pubblicazione di videogiochi. Paradox Interactive pubblica videogiochi sviluppati sia internamente dalla propria divisione di sviluppo (Paradox Development Studio, nota per i suoi giochi strategici di ispirazione storica), sia da altri sviluppatori.
Nel 2015 ha acquisito dalla CCP la White Wolf Publishing, detentrice dei diritti sul gioco di ruolo Vampiri: la masquerade e le altre linee del Mondo di tenebra. La White Wolf opererà come studio indipendente per lo sviluppo di giochi di ruolo.

## Caratteristiche dei videogiochi Paradox Interactive
I videogiochi Paradox sono in tempo reale con possibilità di pausa, ascrivibili al genere dei Grand-strategy. Le azioni di tutti i giocatori avvengono contemporaneamente, con la possibilità di mettere il gioco in pausa e scegliere così senza fretta la propria strategia. Altra peculiarità è la meticolosa accuratezza storica e le profonde meccaniche di gioco.
La struttura dei videogiochi Paradox li rende altamente modificabili: infatti gran parte dei file di gioco possono essere aperti e modificati con i programmi Blocco note e Excel. Ciò ha permesso lo sviluppo in rete di un'ampia comunità di utenti definiti modders.

## Videogiochi
Questo è l'elenco di videogiochi sviluppati, pubblicati e/o distribuiti dall'editore di videogiochi Paradox Interactive.

### Videogiochi pubblicati da Paradox Interactive
| Nome                                              | Anno      | Sviluppatore                                      | Piattaforme                                                      |
| ------------------------------------------------- | --------- | ------------------------------------------------- | ---------------------------------------------------------------- |
| Achtung Panzer: Kharkov 1943                      | 2010      | Graviteam                                         | Windows                                                          |
| Age of Wonders: Planetfall                        | 2019      | Triumph Studios                                   | Windows, PlayStation 4, Xbox One                                 |
| Airfix Dogfighter                                 | 2000      | Unique Development Studios, Paradox Entertainment | Windows                                                          |
| Ageod's American Civil War: The Blue and The Gray | 2007      | AGEOD                                             | Windows                                                          |
| Ancient Space                                     | 2014      | CreativeForge Games                               | Windows, OS X                                                    |
| Arsenal of Democracy                              | 2010      | BL-Logic                                          | Windows                                                          |
| BattleTech                                        | 2018      | Harebrained Schemes                               | Windows, OS X, Linux                                             |
| Birth of America                                  | 2006      | AGEOD, SEP BOA                                    | Windows                                                          |
| Birth of America II: Wars in America              | 2007      | AGEOD, SEP BOA                                    | Windows                                                          |
| Chariots of War                                   | 2003      | Slitherine Software, Paradox Interactive          | Windows                                                          |
| Cities in Motion                                  | 2011      | Colossal Order                                    | Windows, OS X, Linux                                             |
| Cities in Motion 2                                | 2013      | Colossal Order                                    | Windows, OS X, Linux                                             |
| Cities: Skylines                                  | 2015      | Colossal Order, Tantalus Media                    | Windows, OS X, Linux, PlayStation 4, Xbox One, Nintendo Switch   |
| Cities: Skylines II                               | 2023      | Colossal Order                                    | Windows, Xbox Series X/S, PlayStation 5                          |
| City Life 2008 Edition                            | 2008      | Monte Cristo                                      | Windows                                                          |
| Combat Mission: Shock Force                       | 2007      | Battlefront.com                                   | Windows                                                          |
| Commander: Conquest of the Americas               | 2010      | Nitro Games                                       | Windows                                                          |
| Crusader Kings                                    | 2004      | Paradox Development Studio                        | Windows                                                          |
| Crusader Kings: Deus Vult                         | 2007      | Paradox Development Studio                        | Windows                                                          |
| Crusader Kings II                                 | 2012      | Paradox Development Studio                        | Windows, OS X, Linux                                             |
| Crusader Kings III                                | 2020      | Paradox Development Studio                        | Windows, OS X, Linux, PlayStation 5, Xbox Series X/S             |
| Crusaders: Thy Kingdom Come                       | 2008      | NeocoreGames                                      | Windows                                                          |
| Dark Horizon                                      | 2008      | Quazar Studio                                     | Windows                                                          |
| Darkest Hour                                      | 2011      | Darkest Hour Team                                 | Windows                                                          |
| Defenders of Ardania                              | 2012      | Most Wanted Entertainment                         | Windows                                                          |
| Diplomacy                                         | 2005      | Allan B. Calhamer                                 | Windows                                                          |
| Dragonfire: The Well of Souls                     | 2000      | ComputerHouse GBG AB, Target Games Interactive AB | Windows                                                          |
| Dreamlords                                        | 2011      | LockPick Entertainment                            | Windows                                                          |
| Dungeonland                                       | 2013      | Critical Studio                                   | Windows                                                          |
| East India Company                                | 2009      | Nitro Games                                       | Windows                                                          |
| East vs. West – A Hearts of Iron Game             | Annullato | BL-Logic                                          | Windows                                                          |
| Elven Legacy                                      | 2009      | 1C Company                                        | Windows                                                          |
| Empire of Sin                                     | 2020      | Romero Games                                      | Windows, PlayStation 4, Xbox One, Nintendo Switch                |
| Europa Universalis                                | 2000      | Paradox Development Studio                        | Windows                                                          |
| Europa Universalis II                             | 2001      | Paradox Development Studio                        | Windows                                                          |
| Europa Universalis III                            | 2007      | Paradox Development Studio                        | Windows                                                          |
| Europa Universalis IV                             | 2013      | Paradox Development Studio                        | Windows, OS X, Linux                                             |
| Europa Universalis: Crown of the North            | 2003      | Paradox Interactive                               | Windows                                                          |
| Europa Universalis: Rome                          | 2008      | Paradox Development Studio                        | Windows                                                          |
| Europa Universalis: Vae Victis                    | 2008      | Paradox Development Studio                        | Windows                                                          |
| For the Glory                                     | 2009      | Crystal Empire Games                              | Windows                                                          |
| Fort Zombie                                       | 2009      | Kerberos Productions                              | Windows                                                          |
| Frontline: Fields of Thunder                      | 2007      | Nival Interactive                                 | Windows                                                          |
| Galactic Assault: Prisoner of Power               | 2007      | Wargaming                                         | Windows                                                          |
| Galactic Civilizations II: Dread Lords            | 2006      | Stardock                                          | Windows                                                          |
| A Game of Dwarves                                 | 2012      | Zeal Game Studio                                  | Windows                                                          |
| Gettysburg: Armored Warfare                       | 2012      | Radioactive Software                              | Windows                                                          |
| Heart of Empire: Rome                             | Annullato | Deep Red Games                                    | Windows                                                          |
| Hearts of Iron                                    | 2002      | Paradox Development Studio                        | Windows                                                          |
| Hearts of Iron II                                 | 2005      | Paradox Development Studio                        | Windows                                                          |
| Hearts of Iron III                                | 2009      | Paradox Development Studio                        | Windows, OS X                                                    |
| Hearts of Iron IV                                 | 2016      | Paradox Development Studio                        | Windows, OS X, Linux                                             |
| Hearts of Iron - The Card Game                    | 2011      | Paradox Development Studio                        | Windows                                                          |
| Imperator: Rome                                   | 2019      | Paradox Development Studio                        | Windows, OS X, Linux                                             |
| Impire                                            | 2013      | Cyanide Studios                                   | Windows                                                          |
| Infinity Empire                                   | 2006      | Typhoon Games                                     | Windows                                                          |
| King Arthur: The Role-playing Wargame             | 2009      | NeocoreGames                                      | Windows                                                          |
| King Arthur II: The Role-playing Wargame          | 2012      | NeocoreGames                                      | Windows                                                          |
| Knights of Honor                                  | 2004      | Black Sea Studios                                 | Windows                                                          |
| Knights of Pen & Paper                            | 2012      | Behold Studios                                    | Windows, OS X, Linux, iOS, Android                               |
| Knights of Pen & Paper 2                          | 2015      | Kyy Games                                         | Windows, OS X, Linux, iOS, Android                               |
| Lead and Gold                                     | 2010      | Fatshark                                          | Windows, PlayStation 3                                           |
| Legio                                             | 2010      | Mezmer Games                                      | Windows                                                          |
| Legion                                            | 2002      | Strategy First, Inc.                              | Windows                                                          |
| Leviathan: Warships                               | 2013      | Pieces Interactive                                | Windows, Mac OS X, iOS, Android                                  |
| Life by You                                       | 2023      | Paradox Tectonic                                  | Windows                                                          |
| Lionheart: Kings' Crusade                         | 2010      | NeocoreGames                                      | Windows                                                          |
| Lost Empire                                       | 2007      | Pollux Gamelabs                                   | Windows                                                          |
| Lost Empire: Immortals                            | 2008      | Pollux Gamelabs                                   | Windows                                                          |
| Magicka                                           | 2011      | Arrowhead Game Studios                            | Windows                                                          |
| Magicka 2                                         | 2015      | Pieces Interactive                                | Windows, PlayStation 4, OS X, Linux                              |
| Magicka: The Stars are Left                       | 2011      | Arrowhead Game Studios                            | Windows                                                          |
| Magicka: The Other Side of the Coin               | 2012      | Arrowhead Game Studios                            | Windows                                                          |
| Magicka: Dungeons and Daemons                     | 2012      | Arrowhead Game Studios                            | Windows                                                          |
| Magna Mundi                                       | Annullato | Universo Virtual                                  | Windows                                                          |
| Majesty: The Fantasy Kingdom Sim                  | 2000      | Cyberlore Studios                                 | Windows                                                          |
| Majesty: The Northern Expansion                   | 2001      | Cyberlore Studios                                 | Windows                                                          |
| Majesty 2: The Fantasy Kingdom Sim                | 2009      | 1C Company                                        | Windows                                                          |
| Majesty 2: Battles of Ardania                     | 2010      | 1C Company                                        | Windows                                                          |
| Majesty 2: Kingmaker                              | 2010      | 1C Company                                        | Windows                                                          |
| Majesty 2: Monster Kingdom                        | 2010      | 1C Company                                        | Windows                                                          |
| March of the Eagles                               | 2013      | Paradox Development Studio                        | Windows                                                          |
| Mount & Blade                                     | 2008      | TaleWorlds                                        | Windows                                                          |
| Mount & Blade: Warband                            | 2010      | TaleWorlds                                        | Windows, OS X, Linux                                             |
| Mount & Blade: With Fire & Sword                  | 2011      | TaleWorlds                                        | Windows                                                          |
| Mutant Chronicles Online                          | Annullato | Imaginations FZ LLC                               | Windows                                                          |
| Napoleon's Campaigns                              | 2007      | AGEod                                             | Windows                                                          |
| Naval War: Arctic Circle                          | 2012      | Turbo Tape Games                                  | Windows                                                          |
| Penumbra: Black Plague                            | 2008      | Frictional Games                                  | Windows                                                          |
| Penumbra: Overture                                | 2007      | Frictional Games                                  | Windows                                                          |
| Penumbra: Requiem                                 | 2008      | Frictional Games                                  | Windows                                                          |
| Perimeter: Emperor's Testament                    | 2005      | KD Labs                                           | Windows                                                          |
| Pillars of Eternity                               | 2015      | Obsidian Entertainment                            | Windows, OS X, Linux, PlayStation 4, Xbox One, Nintendo Switch   |
| Pirates of Black Cove                             | 2011      | Nitro Games                                       | Windows                                                          |
| Pride of Nations                                  | 2011      | AGEOD                                             | Windows                                                          |
| Prison Architect: Mobile                          | 2017      | Introversion Software                             | iOS, Android                                                     |
| Restaurant Empire II                              | 2009      | Enlight Software                                  | Windows                                                          |
| Rise of Prussia                                   | 2010      | Paradox France                                    | Windows                                                          |
| Runemaster                                        | Annullato | Paradox Development Studio                        | Windows                                                          |
| Rush for Berlin                                   | 2006      | StormRegion                                       | Windows                                                          |
| Salem                                             | 2011      | Seatribe                                          | Windows                                                          |
| Sengoku                                           | 2011      | Paradox Development Studio                        | Windows                                                          |
| Ship Simulator Extremes                           | 2010      | VSTEP                                             | Windows                                                          |
| The Showdown Effect                               | 2013      | Arrowhead Game Studios                            | Windows, OS X                                                    |
| Silent Heroes                                     | 2006      | Dark Fox                                          | Windows                                                          |
| Starvoid                                          | 2012      | Zeal Game Studio                                  | Windows                                                          |
| Steel Division: Normandy 44                       | 2017      | Eugen Systems                                     | Windows                                                          |
| Stellaris                                         | 2016      | Paradox Development Studio                        | Windows, OS X, Linux, PlayStation 4, Xbox One                    |
| Supreme Ruler 2020                                | 2008      | BattleGoat Studios                                | Windows                                                          |
| Supreme Ruler Ultimate                            | 2014      | BattleGoat Studios                                | Windows, OS X                                                    |
| Supreme Ruler 1936                                | 2014      | BattleGoat Studios                                | Windows                                                          |
| Supreme Ruler 2020: Global Crisis                 | 2008      | BattleGoat Studios                                | Windows                                                          |
| Supreme Ruler Cold War                            | 2011      | BattleGoat Studios                                | Windows                                                          |
| Surviving the Aftermath                           | 2020      | Iceflake Studios                                  | Windows, PlayStation 4, Xbox One, Nintendo Switch                |
| Surviving Mars                                    | 2018      | Haemimont Games, Abstraction Games                | Windows, OS X, Linux, PlayStation 4, Xbox One                    |
| Svea Rike                                         | 1997      | Target Games                                      | Windows, Classic Mac OS                                          |
| Svea Rike II                                      | 1998      | Target Games                                      | Windows, Classic Mac OS                                          |
| Sword of the Stars: A Murder of Crows             | 2008      | Kerberos Productions                              | Windows                                                          |
| Sword of the Stars: Argos Naval Yard              | 2009      | Kerberos Productions                              | Windows                                                          |
| Sword of the Stars II: The Lords of Winter        | 2011      | Kerberos Productions                              | Windows                                                          |
| Take Command                                      | 2006      | MadMinute Games                                   | Windows                                                          |
| Tarr Chronicles                                   | 2007      | Quazar Studio                                     | Windows                                                          |
| Trainz                                            | 2008      | N3V Games                                         | Windows                                                          |
| Tyranny                                           | 2016      | Obsidian Entertainment                            | Windows, OS X, Linux                                             |
| Two Thrones                                       | 2004      | Paradox Entertainment                             | Windows                                                          |
| UFO: Extraterrestrials                            | 2007      | Chaos Concept                                     | Windows                                                          |
| Valhalla Chronicles                               | 2003      | Big City Games                                    | Windows                                                          |
| Vampire: The Masquerade – Bloodlines 2            | TBA       | Hardsuit Labs                                     | Windows, PlayStation 4, Xbox One, PlayStation 5, Xbox Series X/S |
| Victoria                                          | 2003      | Paradox Development Studio                        | Windows                                                          |
| Victoria: Revolutions                             | 2006      | Paradox Development Studio                        | Windows                                                          |
| Victoria II                                       | 2010      | Paradox Development Studio                        | Windows                                                          |
| Victoria 3                                        | 2022      | Paradox Development Studio                        | Windows, OS X, Linux                                             |
| War of the Roses                                  | 2012      | Fatshark                                          | Windows                                                          |
| War of the Vikings                                | 2014      | Fatshark                                          | Windows                                                          |
| Warlock: Master of the Arcane                     | 2012      | 1C Company                                        | Windows                                                          |
| Warlock II: The Exiled                            | 2014      | 1C Company                                        | Windows, OS X, Linux                                             |
| Woody Two-Legs: Attack of the Zombie Pirates      | 2010      | Nitro Games                                       | Windows                                                          |
| Surviving the Aftermath                           | 2019      | Iceflake Studios                                  | Windows                                                          |
| World War One                                     | 2008      | AGEOD                                             | Windows                                                          |

### Videogiochi sviluppati
| Nome                                   | Anno pubbl. | Sviluppatore                                      | Piattaforme                                                      |
| -------------------------------------- | ----------- | ------------------------------------------------- | ---------------------------------------------------------------- |
| Age of Wonders: Planetfall             | 2019        | Triumph Studios                                   | Windows, Linux, PlayStation 4, Xbox One                          |
| Airfix Dogfighter                      | 2000        | Unique Development Studios, Paradox Entertainment | Windows                                                          |
| BattleTech                             | 2018        | Harebrained Schemes                               | Windows, OS X, Linux                                             |
| Chariots of War                        | 2003        | Slitherine Software, Paradox Interactive          | Windows                                                          |
| Crusader Kings                         | 2004        | Paradox Development Studio                        | Windows                                                          |
| Crusader Kings: Deus Vult              | 2007        | Paradox Development Studio                        | Windows                                                          |
| Crusader Kings II                      | 2012        | Paradox Development Studio                        | Windows, OS X, Linux                                             |
| Crusader Kings III                     | 2020        | Paradox Development Studio                        | Windows, OS X, Linux                                             |
| Europa Universalis                     | 2000        | Paradox Development Studio                        | Windows                                                          |
| Europa Universalis II                  | 2001        | Paradox Development Studio                        | Windows                                                          |
| Europa Universalis III                 | 2007        | Paradox Development Studio                        | Windows                                                          |
| Europa Universalis IV                  | 2013        | Paradox Development Studio                        | Windows, OS X, Linux                                             |
| Europa Universalis: Crown of the North | 2003        | Paradox Interactive                               | Windows                                                          |
| Europa Universalis: Rome               | 2008        | Paradox Development Studio                        | Windows                                                          |
| Europa Universalis: Vae Victis         | 2008        | Paradox Development Studio                        | Windows                                                          |
| Hearts of Iron                         | 2002        | Paradox Development Studio                        | Windows                                                          |
| Hearts of Iron II                      | 2005        | Paradox Development Studio                        | Windows                                                          |
| Hearts of Iron III                     | 2009        | Paradox Development Studio                        | Windows, OS X                                                    |
| Hearts of Iron IV                      | 2016        | Paradox Development Studio                        | Windows, OS X, Linux                                             |
| Hearts of Iron - The Card Game         | 2011        | Paradox Development Studio                        | Windows                                                          |
| Imperator: Rome                        | 2019        | Paradox Development Studio                        | Windows, OS X, Linux                                             |
| March of the Eagles                    | 2013        | Paradox Development Studio                        | Windows                                                          |
| Runemaster                             | Annullato   | Paradox Development Studio                        | Windows                                                          |
| Sengoku                                | 2011        | Paradox Development Studio                        | Windows                                                          |
| Stellaris                              | 2016        | Paradox Development Studio                        | Windows, OS X, Linux, PlayStation 4, Xbox One                    |
| Svea Rike                              | 1997        | Target Games                                      | Windows, Classic Mac OS                                          |
| Svea Rike II                           | 1998        | Target Games                                      | Windows, Classic Mac OS                                          |
| Two Thrones                            | 2004        | Paradox Entertainment                             | Windows                                                          |
| Vampire: The Masquerade – Bloodlines 2 | TBA         | Hardsuit Labs                                     | Windows, PlayStation 4, Xbox One, PlayStation 5, Xbox Series X/S |
| Victoria                               | 2003        | Paradox Development Studio                        | Windows                                                          |
| Victoria: Revolutions                  | 2006        | Paradox Development Studio                        | Windows                                                          |
| Victoria II                            | 2010        | Paradox Development Studio                        | Windows                                                          |
| Victoria 3                             | 2022        | Paradox Development Studio                        | Windows, OS X, Linux                                             |